# Рудник Жанатас
Рудник Жанатас – гірничодобувне підприємство на півдні Казахстану, призначене для видобутку фосфоритів однойменного родовища Каратауського фосфоритоносного басейну.
Родовище Жанатас відкрили в 1939-му, а початок розробки припав на 1964 рік. Проектна річна потужність рудника була визначена як 10,3 млн тон.
Розробка родовища, яке витягнулось вузькою полосою на понад 22 км, провадиться відкритим способом за допомогою ланцюжка кар’єрів. Як показують дані геоінформаційних системи, наразі кар’єри центральної та південної частини родовища затоплені.  
Станом на середину 2000-х балансові запаси Жанатасу оцінювались у 107 млн тон. 
Наразі рудник належить Гірничо-переробному комплексу Жанатас концерну «Казфосфат».
Можливо відзначити, що руда Жанатасу має підвищений вміст рідких земель (ітррій, лантан, церій) – 614 грамів на тону (0,06%). Втім, цього виявилось недостатньо для організації вилучення цих елементів.